# نظرية السرد
نموذج السرد هو نظرية اتصال تصورها عالم الإتصال والتر فيشر في عام 1978.
يفسر النموذج أن كل اتصال ذي معنى يحدث عن طريق سرد الأحداث أو الإبلاغ عنها. يشارك البشر في سرد القصص وتلقي القصص. تزعم هذه النظرية أيضًا أن القصص أكثر إقناعًا من الحجج في الأساس، ويساعدنا نموذج السرد في شرح كيف يمكن للبشر فهم المعلومات المعقدة من خلال السرد.

## مقدمة
نموذج السرد هو نظرية تقترح أن البشر هم رواة القصص بطبيعتهم وأن القصة الجيدة هي أكثر إقناعًا من حجة جيدة. طور والتر فيشر هذه النظرية كحل يجعل الحجج متماسكة. يتصور فيشر النموذج باعتباره وسيلة لمكافحة القضايا في المجال العام، كانت المشكلة أن البشر لم يتمكنوا من تقديم حجج تقليدية متماسكة، في ذلك الوقت، كان نموذج العالم العقلاني هو النظرية المستخدمة لإثارة الخلافات العامة، وأن نموذج العالم العقلاني يفشل في أن يكون فعالًا في صناعة الأحاسيس.
يستخدم فيشر مصطلح النموذج بدلاً من النظرية، بمعنى أن النموذج أوسع من النظرية. صرح فيشر: «لا يوجد نوع معين، بما في ذلك الاتصالات التقنية، وهذا ليس حلقة في قصة الحياة.»
يعتقد فيشر أن البشر ليسوا عقلانيين واقترح أن السرد هو أساس التواصل. وفقًا لوجهة النظر هذه، يتواصل الناس من خلال سرد/مراقبة قصة مقنعة بدلاً من تقديم أدلة أو بناء حجة منطقية. يعتبر نموذج السرد شاملاً للجميع، مما يسمح بالنظر إلى كل الاتصالات على أنه سرد رغم أنه قد لا يتوافق مع المتطلبات الأدبية التقليدية لسرد.

## الفرضيات
- يرى البشر العالم كمجموعة من القصص. يقبل كل منهم قصصًا تتوافق مع قيمه ومعتقداته، ويُفهم على أنها الحس السليم.

- على الرغم من أن الناس يدعون أن قراراتهم عقلانية،  تضم التاريخ والثقافة والمفاهيم المتعلقة بالأشخاص الآخرين المعنيين، فإن كل هذه الأمور ذاتية وغير مفهومة تمامًا.

- تتطلب العقلانية السردية أن تكون القصص محتملة ومتماسكة وأن تظهر الإخلاص.

- رواية القصة هي واحدة من المهارات اللغوية الأولى التي يطورها الأطفال على مستوى عالمي عبر الثقافات والزمن.

### العقلانية السردية
تتطلب العقلانية السردية المنطق والموثوقية، مما يساهم في إصدار الأحكام حول الأسباب. 

### منطق
الاتساق السردي هو الدرجة التي تكون بها القصة منطقية، القصص المتماسكة متسقة داخليًا، مع تفاصيل كافية وشخصيات قوية وخالية من المفاجآت المهمة، يتم تعلم القدرة على تقييم التماسك وتحسن مع الخبرة، يقيم الأفراد في أذهانهم التزام القصة بمقارنتها بقصص مماثلة. الاختبار النهائي للمعنى السردي هو ما إذا كانت الشخصيات تتصرف بشكل موثوق. إذا أظهرت الأشكال الاستمرارية طوال أفكارهم ودوافعهم وأفعالهم، فإن القبول يزداد. ومع ذلك، فإن الشخصيات التي تتصرف بشكل غير معهود تدمر القبول.

### الموثوقية
الموثوقية السردية هي الدرجة التي تنسجم بها القصة مع تجربة المتلقي مع الروايات الأخرى. وكيف تتجلى تجربة القصة مع القصص السابقة التي يعرفون أنها حقيقية في حياتهم. قد تؤثر القصص بموثوقية على معتقداتهم وقيمهم.

## معايير فيشر الخمسة المؤثرة على دقة سرد القصة
1. - القيم المضمنة في القصة.
2. - العلاقة بين القصة والقيمة المتبناة.
3. - النتائج المحتملة التي يمكن أن تعود على الأشخاص الذين يلتزمون بالقيم المتبناة.
4. - تناسق قيم السرد مع قيم المتلقي
5. - المدى الذي تمثل به قيم القصة أعلى القيم الممكنة في التجربة الإنسانية.

## تقييم نظم المنطق
يقدم نموذج السرد فيشر بديلاً للتحليل الأرسطي، الذي يهيمن على مجال التفكير البلاغي. ولا يتطلب السرد التدريب أو الخبرة لتقييمه. الفطرة السليمة تقيّم التماسك السردي والإخلاص. يميز بوسيل و Bilandzic العقلانية السردية عن الواقعية، والكتابة
«من اللافت أن قوة السرد لا تتضاءل بمعرفة القراء أو المشاهدين بأن القصة قد اخترعت. على العكس من ذلك ، فإن القصص الناجحة - تلك التي تشغلنا أكثر من غيرها - غالباً ما تكون كلا خيالية وغير واقعية.»
بدلاً من ذلك، ادعى فوكو أن أشكال الاتصال تشكلت من خلال (المعرفة والقوة) للتسلسلات الهرمية التي تتحكم في الوصول إلى الخطابات. ومن ثم، فإن معايير تقييم موثوقية الأدلة واكتمالها، وما إذا كان نمط التفكير سليمًا، ليست مطلقة، ولكن تم تحديدها بمرور الوقت من قبل من هم في مواقع السلطة.
ويؤكد النموذج السردي أن أي فرد يمكنه الحكم على مزايا القصة كأساس للإيمان والعمل.
يؤثر السرد على كل جانب من جوانب حياة كل فرد في العطاءات اللفظية وغير اللفظية لشخص يعتقد أو يتصرف بطريقة معينة. حتى عندما تظهر الرسالة مجردة - بمعنى أن اللغة حرفية وليست مجازية - إنها رواية. هذا لأنه مضمن في قصة راوي القصص المستمرة ويدعو المتلقيين إلى تقييم قيمتها لحياتهم.

## العقلانية السردية والعاطفة السردية مكملان في نظرية السرد
العقلانية السردية تدرس مدى فعالية القصة في نقل معناها، وكذلك آثارها. تأخذ العاطفة السردية في الاعتبار ردود الفعل العاطفية لمتلقي القصة. العاطفة السردية هي العاطفة التي تشعر بها من أجل شخص ما، أو شيء آخر.

## تطبيقة النظرية
نظرية السرد هي إطار للتقييم في مختلف مجالات الاتصال. أولئك الذين يستخدمون نظرية السرد في بحثهم يشيرون إليها باعتبارها وسيلة عامة لعرض أنواع الاتصال. يعتبر نموذج السرد عمومًا نظرية تفسيرية للاتصال. وتعتبر نظرية مفيدة بشكل خاص لتدريس أساليب البحث النوعي.
تم النظر في نظرية فيشر للمجالات التي تتراوح من التواصل التنظيمي إلى التفاعل الأسري والعنصرية والإعلان. اقترح ماكنمارا أن النموذج السردي يمكن استخدامه مع رواية القصص العسكرية لتعزيز تصور الخدمات المسلحة للولايات المتحدة كما أن نموذج السرد يمكن استخدامه لتقييم ما إذا كانت العلامة التجارية للشركة ستحظى بقبول جيد من قبل المستهلكين ، من خلال تحديد ما إذا كان السرد الذي تم إنشاؤه له تماسك وموثوق. اقترح باحثون آخرون استخدام النموذج السردي لتقييم المعايير الأخلاقية في الإعلانات. استخدم روبرتس نموذج السرد كوسيلة لفهم أفضل لاستخدام السرد في الفولكلور. اقترح هوبارت استخدام نظرية السرد كوسيلة لتفسير الأساطير الحضرية وغيرها من أنواع الخدع.
ينطبق النموذج السردي أيضًا عند تقييم علاقات العمل متعددة الجنسيات. التفاعلات العالمية بين المجموعات ذات الخلفيات المختلفة، تميل إلى إعاقة تقدم المجموعة وبناء العلاقات.
خلال العقدين الماضيين، تصور العلماء التنوع في مكان العمل باستخدام عدة نظريات مختلفة. مع استمرار الشركات في التنويع، تبحث الشركات عن نماذج الاتصال للمساعدة في إدارة البنية المعقدة للعلاقات الإنسانية. يعمل نموذج السرد كتقنية اتصال توضح للشركات كيف يمكن لتطبيق قصة جيدة أن يقدم فوائد في القوى العاملة. القص هو حل متعدد الثقافات يؤسس المصداقية والثقة في العلاقات بين العمال.

## أبرز إنتقادات النظرية
يزعم منتقدوا النموذج السردي أنه غير قابل للتطبيق عالمياً كما يوحي فيشر. على سبيل المثال أكد رولاند أنه ينبغي تطبيقه بشكل صارم على التواصل الذي يناسب أنماط السرد الكلاسيكية لتجنب تقويض مصداقيته.
تشمل الانتقادات الأخرى قضايا التحيز المحافظ. صرح كيركوود أن منطق فيشر للأسباب الجيدة يركز فقط على القضايا السائدة، لكنه لا يرى كل الطرق التي يمكن أن تروِّج بها القصص للتغيير الاجتماعي في بعض النواحي، يتفق كل من كيركوود وفيشر على أن هذه الملاحظة هي امتداد للنظرية أكثر من كونها نقدًا.
نظر ستراود في الروايات «متعددة التكافؤ» التي تتضمن على ما يبدو قيمًا أو مواقف متناقضة تجبر القارئ على إعادة بناء معانيها، وبالتالي تمكين أحكام إيجابية من الإخلاص السردي وتبني قيم جديدة.  بعض أشكال الاتصال ليست سردية بالطريقة التي يحتفظ بها فيشر. تتحدى العديد من الروايات والأفلام الخيالية والخيال العلمي بدلاً من الامتثال للقيم المشتركة.
لا يوفر النهج السردي هيكلًا أكثر ديمقراطية مقارنة بالهيكل الذي يفرضه نموذج العالم العقلاني. كما أنها لا تقدم بديلاً كاملاً لهذا النموذج. اكتسب نموذج السرد الانتباه من منظري التعليم في مرحلة ما بعد البنائية لجذبهم إلى مفاهيم الحقيقة.